# Verliebt auf Island
Verliebt auf Island ist ein deutscher Fernsehfilm von Nico Sommer aus dem Jahr 2019, der im Auftrag der ARD für Das Erste produziert wurde. In den Hauptrollen sind Ann-Kathrin Kramer und Ben Blaskovic als Mutter und Sohn sowie Ferdinand Seebacher als Freund beider und Julia Schäfle in der Rolle der Allrounderin Nina besetzt.

## Handlung
Claudias Freydanks Sohn Patrick, der seine Freundin Anna gemäß deren Wunsch auf Island heiraten will, wird von Anna, kaum dass er in Reykjavík gelandet ist, übers Smartphone per Video-Chat davon unterrichtet, dass sie jemanden kennengelernt habe und ihn nun nicht mehr heiraten könne. Claudia hütet derweil ein großes Geheimnis vor ihrem Sohn, denn sie und dessen Freund Alex sind seit einigen Jahren ein Liebespaar.
Patrick und Alex sind ratlos, wie sie mit der Situation – der ausgefallenen Hochzeit – umgehen sollen. Patrick will nicht, dass Alex seiner Mutter davon erzählt. Zudem erfährt Patrick, dass das Start-up-Unternehmen, das er gemeinsam mit Alex betreibt, in Schwierigkeiten ist. Zu seiner Überraschung steht plötzlich seine Assistentin Nina vor seiner Tür, worüber er nicht erfreut zu sein scheint. 
Claudia und Alex, die sich zusammen mit dem Ehepaar Gerhardt und Sieglinde Kresters erst einmal auf eine Islandrundreise mit Troll Tours, deren Reiseleiter allerdings kein Wort mit ihnen spricht, begeben haben, haben auch noch so einiges zu klären. Alex erzählt Claudia nun auch von der geplatzten Hochzeit ihres Sohnes. Da Gerhardt Kresters sehr eigen ist, gerät er mit dem nicht sprechenden Busfahrer aneinander und der klapprige alte Bus gibt seinen Geist auf. Claudia ruft Patrick an, der das Fahrzeug abschleppt. In seiner Begleitung ist Nina. 
Claudia und Alex, der Claudia in einer romantischen Grotte einen Antrag gemacht hat, den sie auch spontan angenommen hat, planen zwar anstelle von Patrick und Anna nun ihre Hochzeit auf Island zu begehen, Claudia zweifelt jedoch immer noch, ob der Zeitpunkt, ihrem Sohn die Wahrheit zu sagen, der richtige ist. 
Während der Rundreise kommt es am Geysir Strokkur zu Streitigkeiten zwischen dem mitreisenden Ehepaar Gerhardt und Sieglinde Kresters, die darin münden, dass Sieglinde ihrem Mann den Ehering zurückgibt und ihn wissen lässt, dass sie, sobald sie wieder in Deutschland seien, die Scheidung einreichen werde. 
Als Patrick dann völlig unvorbereitet damit konfrontiert wird, dass seine Mutter und sein bester Freund ein Paar sind und jetzt hier auf Island heiraten wollen, ist er außer sich. Er wendet sich von beiden ab, wird aber von Nina wieder aufgefangen, die nun auch den Mut findet, ihm zu  gestehen, dass sie schon lange in ihn verliebt sei. Ganz langsam nähern sich beide an und Patrick findet nicht nur sein Gleichgewicht wieder, sondern auch die Lösung für das derzeitige Absatzproblem ihres kleinen Startupunternehmens in Deutschland. Aber auch Alex ist nicht untätig geblieben und hat Gerhardt Kresters, einen ehemaligen Steuerprüfer, um Hilfe gebeten. Der Bürgermeister gibt seine Zustimmung für einen Fahrradverleih auf Island. Sieglinde Kresters versöhnt sich wieder mit ihrem Mann, und Patrick zeigt seiner Mutter und Alex, dass er sich über ihr Glück freut und gemeinsam mit Nina springen alle vier über ein Feuer, das soll nämlich Liebenden Glück bringen.

## Produktion, Hintergrund

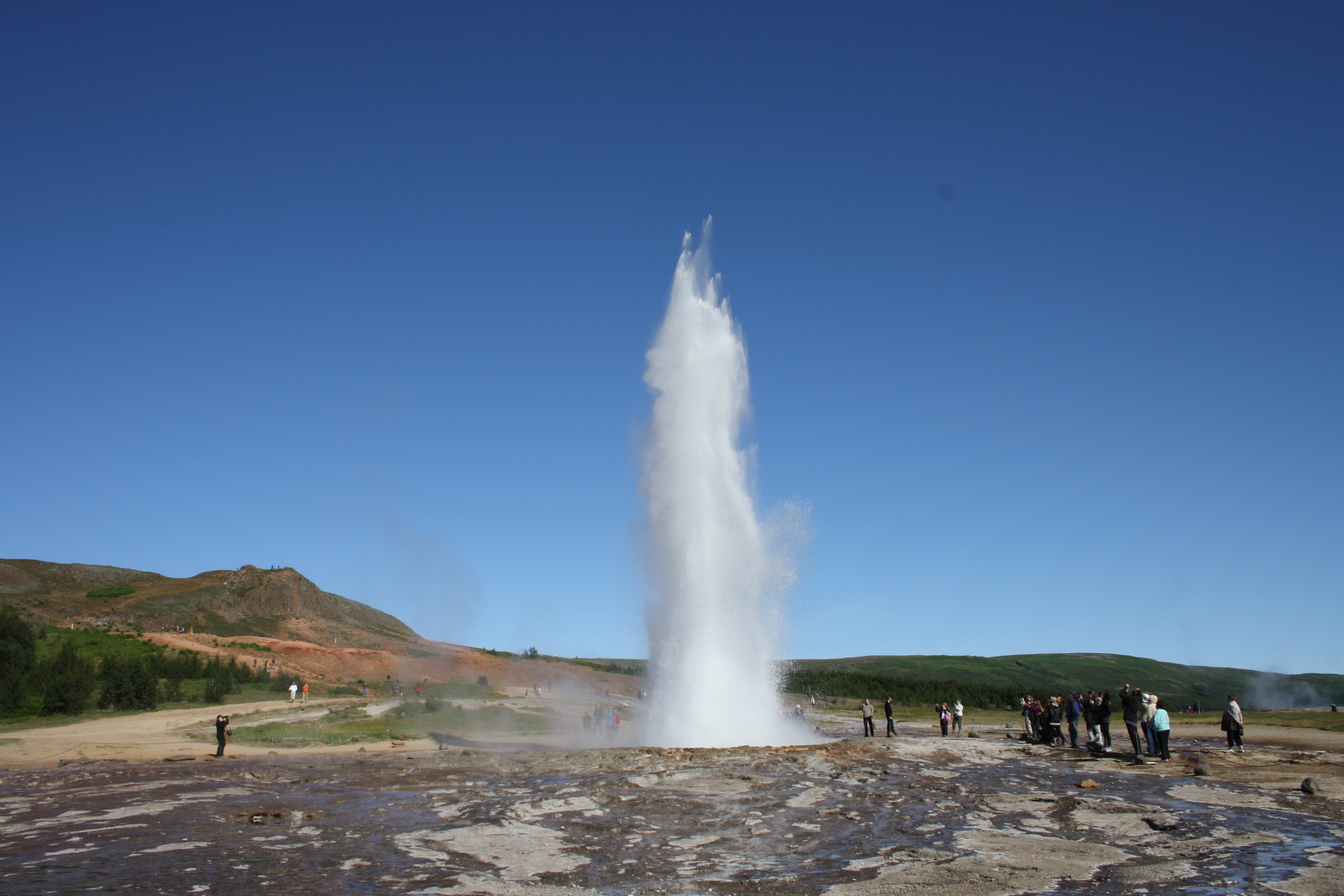
Strokkur, Geysir, an dem ein Teil der Handlung spielt

Verliebt auf Island wurde vom 4. September bis zum 29. September 2018 an verschiedenen Schauplätzen auf Island, so etwa in der Hauptstadt Reykjavík und am Strokkur, einem isländischen Geysir, gedreht. Die Ausbrüche des Geysirs erfolgen regelmäßig im Abstand von circa zehn Minuten, manchmal sogar bis zu dreimal kurz hintereinander. Die kochende Wassersäule kann eine Höhe zwischen 25 und 35 Metern erreichen.
Für den Film zeichnete die Ariane Krampe Filmproduktion verantwortlich.

## Rezeption

### Einschaltquote
Der Film wurde bei seiner Erstausstrahlung am 6. September 2019 von 3,48 Mio. Zuschauern eingeschaltet bei einem Marktanteil von 12,4 Prozent.

### Kritik
Die Kritiker der Fernsehzeitschrift TV Spielfilm zogen das Fazit: Verliebt auf Island ein „Geysir-Groschenroman ohne Eruptionen“. Sie gaben dem Film die schlechteste Wertung, indem sie den Daumen nach unten senkten und führten aus: „Ein Mann, der auf seinem Smartphone kein Profilbild seiner Verlobten eingebunden hat, wundert sich, dass er sitzen gelassen wird? Ha, wir nicht! Der Rest, ein Drama: Sentenzen statt Dialoge, vieles ungelenk zurechtgezimmert, Hans-Joachim Heist […] gibt den Giftzwerg. Aber die Geysire sind toll!“
Die Neue Osnabrücker Zeitung in Gestalt von Rezensent Frank Jürgens gab dem Film zwei von sechs möglichen Sternen und meinte, „außer tollen Außenkulissen“ habe „das Fernsehfilmchen ‚Verliebt auf Island‘ leider rein gar nichts zu bieten. Schade um die arg unterforderten Haupt- und Nebendarsteller von Ann-Kathrin Kramer bis zu Hans-Joachim Heist“.
Rainer Tittelbach befasste sich mit dem Film auf seiner Seite tittelbach.tv, gab ihm 2,5 von sechs möglichen Sternen und meinte, „selten“ sei „die Diskrepanz zwischen narrativem Vorwand und filmischen Aufwand, zwischen Geschichte und Inszenierung so groß wie bei dem ARD-Freitagsfilm ‚Verliebt auf Island‘“. Die „Gefühle in dieser Dramödie“ blieben „äußerlich“ und seien „wie der gesamte Plot mit seinen bemühten Nebenhandlungen nur behauptet“. Die „Figuren“ seien „oberflächlich“, besäßen „kein Innenleben“, seien „Träger von Gemeinplätzen“. Das „Spiel“ sei „steif“, die „Dialoge“ seien „mitunter, die Off-Kommentare durchweg peinlich“. Die Bilder indes seien „beeindruckend, zumal Nico Sommer und sein Kameramann sie nicht als Fototapete inszeniert“ hätten, „sondern mit der nordisch wilden Frische eines verkappten Road-Movies“.